# Salomea di Berg
Salomea di Berg, anche citata come Salome von Berg-Schelklingen (Ehingen, 1101 circa – Łęczyca, 27 luglio 1144), è stata una nobile tedesca, granduchessa di Polonia, avendo sposato Boleslao III Krzywousty.

## Biografia
Salomea era la figlia del conte svevo Enrico del castello di Berg, situato vicino a Ehingen (da non confondere con la contea renana di Berg) avuta da sua moglie Adelaide di Mochental († 1125/27), probabilmente una sorella del margravio Diepoldo III di Vohburg. Secondo alcune fonti, sua nonna paterna era la principessa Sophia, unica figlia del re Salomone d'Ungheria avuta dalla moglie Giuditta di Svevia (dalla seconda matrigna del marito di Salomè), ma questa ipotesi è stata respinta dagli storiografi moderni.
Il matrimonio della sorella di Salomea Richeza con il duca Vladislao I di Boemia nel 1110 aveva cambiato lo status del relativamente oscuro conte Enrico di Berg negli affari politici. Un'altra sorella, Sophia, era sposata con un membro della Moravia della dinastia Přemyslide, il duca Ottone II il Nero di Olomouc, nel 1113.

### Matrimonio
Il sovrano polacco Boleslao III Krzywousty, dopo aver iniziato ad espandere i suoi domini nella regione della Pomerania, decise di normalizzare i suoi rapporti con i vicini della Boemia meridionale. Ciò avvenne nel 1114 in un importante incontro sul fiume di confine Nysa Kłodzka. I partecipanti includevano lo stesso Boleslao III, così come i duchi boemo e moravo della linea Přemyslide: Vladislao I, Ottone II il Nero e il fratello minore di Vladislao, Sobeslao I. Si decise che il duca di Polonia (vedovo dal 1112) avrebbe dovuto sposare la nobildonna sveva Salomea, sorella delle duchesse di Boemia e Olomouc.
Le trattative matrimoniali, guidate dal vescovo Ottone di Bamberga, si conclusero con successo e tra marzo e luglio 1115 si svolsero le nozze di Boleslao III e Salomea di Berg. Entro la fine di quell'anno, la nuova duchessa diede alla luce un figlio di nome Leszek (morto nel 1131), il primo dei tredici figli che diede a suo marito.
Salomea iniziò a partecipare attivamente alla politica polacca per conto dei suoi figli; temeva che, secondo il principio della primogenitura, il suo figliastro Ladislao II, primogenito di Boleslao III nato dal suo matrimonio con Zbyslava di Kiev, sarebbe succeduto a suo padre come unico sovrano e i suoi figli sarebbero stati alla mercé del loro fratellastro maggiore. Nel 1125 il potente Piotr Włostowic fu costretto a dimettersi dal suo incarico di voivoda polacco (conte palatino); il principale istigatore di questa decisione fu probabilmente Salomea, che lo sostituì con Wszebor, un uomo che considerava più propenso a sostenere se stessa e i suoi figli contro Ladislao.

### Il testamento di Boleslao III
Boleslao III morì il 28 ottobre 1138. Nel suo testamento aveva diviso il paese tra i suoi figli secondo il principio dell'anzianità agnatizia, assegnando la Dzielnica senioralna, la "provincia del senior", comprendente Cracovia al figlio maggiore Ladislao II. Salomea ricevette la città di Łęczyca, diversi castelli e città in tutta la Polonia (tra cui Pajęczno, Małogoszcz, Radziejów, Kwieciszewo) come sua Oprawa wdowia ("sede della vedova"); questo fu il primo caso documentato in cui un sovrano polacco lasciava alla vedova un territorio proprio. I termini dell'Oprawa wdowia stabilivano che il beneficiario poteva ottenere la piena sovranità sulla terra per la sua vita, e poteva perderla in due casi: se si fosse risposata o fosse diventata suora (l'abdicazione non contava). Al figlio più giovane della coppia, Casimiro II, non fu assegnata una provincia; si ipotizza che sia nato dopo la morte di Boleslao III.

### Gli anni successivi
Dai suoi domini a Łęczyca, la duchessa vedova continuò i suoi intrighi contro il figliastro, il granduca Ladislao II. Tuttavia, le ostilità iniziarono apertamente solo nel 1141, quando Salomea, senza la conoscenza e il consenso del granduca, iniziò a dividere Łęczyca tra i suoi figli. Inoltre la donna cercò di organizzare il matrimonio della figlia più giovane Agnese e quindi di trovare un alleato adatto per i suoi figli. Il candidato più appropriato per un genero doveva essere Sviatoslav III, figlio del Gran Principe Vsevolod II di Kiev. Dopo aver appreso le notizie sugli eventi di Łęczyca, Ladislao II decise di dare una risposta rapida, a seguito della quale il Gran Principe di Kiev non solo ruppe tutti i suoi patti con i duchi figli di Salomea ma organizzò anche il fidanzamento di sua figlia Zvenislava al figlio maggiore di Ladislao, Boleslao I l'Alto. Il matrimonio ebbe luogo un anno dopo, nel 1142.
Salomea morì a Łęczyca il 27 luglio 1144. Secondo la volontà di Boleslao III, la provincia di Łęczyca tornò ad essere parte della dzielnica senioralna. Inaspettatamente, il suo acerrimo nemico Piotr Włostowic si alleò con i suoi figli contro il granduca Ladislao II, che, dopo aver catturato e accecato Włostowic nel 1145, fu sconfitto e deposto dai suoi fratellastri. Il figlio maggiore superstite di Salomea, Boleslao IV il Ricciuto divenne il nuovo granduca di Polonia nel 1146.

## Figli
- Leszek (1115–1131)
- Richeza (1116–1156), che sposò prima il re Magnus I di Svezia nel 1127, poi il principe Volodar di Minsk nel 1136 e poi il re Sverker I di Svezia nel 1148;
- Casimiro (m. 1131)
- Boleslao IV il Ricciuto (c. 1122–1173), duca di Masovia dal 1138, granduca di Polonia dal 1146 fino alla morte;
- Miecislao III il Vecchio (Mieszko) (c. 1125–1202), duca della Grande Polonia 1138–1177 e 1182–1202, granduca di Polonia 1173–1177, 1191, 1198–1199 e 1201;
- Gertrude (1126/35–1160), suora nell'abbazia di Zwiefalten;
- Enrico (Henryk) (1127/32–1166), duca di Sandomierz dal 1138;
- Dobroniega Ludgarda (prima del 1136–circa 1160 o più tardi), che sposò il margravio Dietrich I di Lusatia attorno al 1147;
- Giuditta di Polonia (1130/36–1171/75), che sposò il margravio Ottone I di Brandeburgo nel 1148;
- Agnese (1137–dopo il 1182), che sposò il principe Mstislav II di Kiev nel 1151;
- Casimiro II il Giusto (1138–1194), duca di Sandomierz dal 1173, granduca di Polonia dal 1177 fino alla morte.